# Красавино (Нюксенський район)
Краса́вино (рос. Красавино) — присілок у складі Нюксенського району Вологодської області, Росія. Входить до складу Нюксенського сільського поселення.

## Населення
Населення — 63 особи (2010; 119 у 2002).
Національний склад (станом на 2002 рік):
- росіяни — 96 %